# Share the Land
Share the Land är det fjärde albumet av den kanadensiska gruppen The Guess Who utgivet 1970 men är bara det andra med sångaren Burton Cummings. På de två första albumen var Chad Allen sångare och bandledare. Albumet har en tydlig pop/rock- och balladkaraktär.

## Låtlista
1. Bus Rider - 2:57 (Kurt Winter)
2. Do You Miss Me Darlin’ - 3:55 (Burton Cummings / Kurt Winter)
3. Hand Me Down World - 3:26 (Kurt Winter)
4. Moan For You Joe - 2:39 (Burton Cummings / Greg Leskiw)
5. Share The Land - 3:53 (Burton Cummings)
6. Hang On To Your Life - 4:09 (Burton Cummings / Kurt Winter)
7. Comming Down Off The Money Bag / Song Of The Dog - 3:54 (Greg Leskiw / Burton Cummings)
8. Three More Days - 8:55 (Burton Cummings / Kurt Winter)
9. Palmyra - 5:47 (Randy Bachman / Burton Cummings)
10. The Answer - 4:07 (Randy Bachman / Burton Cummings)

Spår 9, 10 är ej tidigare utgivna bonusspår och är endast utgivna på CD-versionen av albumet.

## Medverkande
- Burton Cummings - Sång, Piano, El-Piano, Hammondorgel, Munspel, Flöjt
- Kurt Winter - Sång, Elektrisk Lead Gitarr, Elektrisk Rhythm Gitarr, Music Box Gitarr, Akustisk Gitarr, Bakgrundssång
- Greg Leskiw - Sång, Elektrisk Lead Gitarr, Elektrisk Rhythm Gitarr, Akustisk Gitarr, Bakgrundssång
- Jim Kale - Basgitarr
- Gary Peterson - Trummor, Percussion, Glockenspiel, Congas
- Jelly Roll Kirkpatrick - Gästsångare på Son OF The Dog

- Producent Jack Richardson För Nimbus 9 Productions / RCA Records LSP 4359
- CD Utgåva Från 2000. Skivnummer RCA Records / BUDDHA Records BMG Distribution 74465 99762 2 (7 44659-97622 3)